# Polypodium subarboreum
Polypodium subarboreum là một loài dương xỉ trong họ Polypodiaceae. Loài này được Ham., Wall. mô tả khoa học đầu tiên năm 1830.
Danh pháp khoa học của loài này chưa được làm sáng tỏ. 